# Petronilla d'Aquitania
Petronilla, o Alice, detta anche Peronella o Aelis (Poitiers, 1125 – San Quintino, 1153 circa), fu contessa consorte di Vermandois e di Valois dal 1142 al 1151.

## Origine
Secondo la Chronique de Guillaume de Nangis, era la figlia femmina secondogenita del duca di Aquitania, duca di Guascogna e conte di Poitiers, Guglielmo X il Tolosano e della sua prima moglie, Aénor di Châtellerault ( † dopo il 1130), figlia del visconte Americo I di Châtellerault e della Maubergeon, che al momento della sua nascita era l'amante di suo nonno Guglielmo IX il Trovatore. Anche la Chronica Albrici Monachi Trium Fontium, conferma gli ascendenti di Petronilla, in quanto la cita come sorella della Regina consorte di Francia, duchessa d'Aquitania e Guascogna e contessa di Poitiers, Eleonora, che poi sarà anche Regina consorte d'Inghilterra.
Secondo il Chronicon sancti Maxentii Pictavensis, Chroniques des Eglises d'Anjou e la Chronique de Robert de Torigny, Guglielmo X il Tolosano era il figlio primogenito (citato come primogenito ed erede del ducato di Aquitania dall'arcivescovo, Guglielmo di Tiro, nell'odierno Libano, nel suo Historia rerum in partibus transmarinis gestarum) del duca di Aquitania, duca di Guascogna, conte di Poitiers e conte di Tolosa, Guglielmo IX detto il Trovatore e della sua seconda moglie, Filippa di Tolosa (1080-1117), l'unica figlia del conte di Tolosa, conte d'Albi e marchese di Provenza, Guglielmo IV e di Emma di Mortain († ca. 1126), figlia del conte di Mortain e Cornovaglia, Roberto di Mortain e di Matilde di Montgommery, figlia di Ruggero Signore di Montgommery, Visconte d'Hiémois e futuro conte di Shrewsbury e di Mabel d'Alençon.

## Biografia
Petronilla fu allevata, assieme alla sorella maggiore, Eleonora, alla corte d'Aquitania, una delle più raffinate del secolo XII, che, per merito di suo nonno alla fine del secolo precedente, aveva visto nascere ”l'amor cortese”, nelle diverse residenze dei duchi d'Aquitania, soprattutto Poitiers e Bordeaux; ricevette l'educazione di una giovane nobile del suo tempo: imparò a leggere e scrivere in latino, la musica e la letteratura dell'epoca, inoltre imparò a cavalcare ed a partecipare alla caccia.
Secondo il Chronicon sancti Maxentii Pictavensis, Chroniques des Eglises d'Anjou, suo nonno, Guglielmo IX, morì, 10 febbraio 1126 e suo padre, Guglielmo X gli succedette.
Alcuni anni dopo, verso il 1130, Petronilla rimase orfana della madre, Aénor; rimasto vedovo, secondo la Ex Chronico Gaufredi Vosiensis, suo padre, Guglielmo X (Guillermus Dux, frater Raymundi Antiochiæ principis), sposò, in seconde nozze, Emma di Limoges (Ennoa seu Emma), figlia del conte di Limoges, Ademaro III (aliam tamen filiam [Ademari]).
Infatti, suo zio, Raimondo di Poitiers (ca. 1115-1149, nel 1136, sposò la principessa Costanza (come viene ricordato dall'arcivescovo, Guglielmo, della città di Tiro, nell'odierno Libano, nel suo Historia rerum in partibus transmarinis gestarum), di 10 anni, figlia ed erede di Boemondo II, Principe d'Antiochia e di Alice di Gerusalemme per cui, poi, divenne principe d’Antiochia.
Guglielmo X, alla fine del 1136, iniziò un pellegrinaggio per Santiago di Compostela, ma morì, forse per un'intossicazione alimentare, durante il viaggio, nel 1137, sembra il Venerdì Santo; secondo la Chronique de Guillaume de Nangis, morì la vigilia di Pasqua (il 9 aprile) e fu sepolto a Santiago di Compostela, lasciando due figlie: Eleonora e Petronilla. Comunque, prima di morire si raccomandò che la primogenita Eleonora, che gli subentrava nei titoli di duchessa d'Aquitania e di Guascogna e di contessa di Poitiers, portando in dote l'Aquitania, fosse data in sposa a Luigi (1120-1180), figlio ed erede del re di Francia, Luigi VI.
Luigi VI, pensando che il regno di Francia dalla Loira si sarebbe esteso sino ai Pirenei ed al Mar Mediterraneo, accettò di buon grado e così, secondo il monaco e cronista inglese, Orderico Vitale, nel suo Histoira Ecclesiastica Luigi il Giovane, con un folto seguito si diresse in Aquitania.
Dopo che, nel 1137, sua sorella Eleonora ebbe sposato Luigi, Petronilla fu al seguito degli sposi nel loro viaggio verso Parigi; il re di Francia, Luigi VI, morì il primo di agosto del 1137, quando gli sposi erano ancora in viaggio per Parigi.
Petronilla seguì la sorella, ora regina consorte di Luigi VII, alla corte di Francia e dopo poco tempo si innamorò del conte di Vermandois e Valois, Rodolfo, che era già sposato a Eleonora di Blois, sorella del conte di Champagne Tibaldo IV di Blois.
Petronilla allora fece pressione sulla sorella Eleonora affinché convincesse il marito Luigi VII a favorire la separazione di Rodolfo dalla moglie. Il re convinse tre arcivescovi del regno di Francia a sciogliere il matrimonio di Rodolfo e Eleonora di Champagne, per motivi di consanguineità, permettendo così il matrimonio tra Petronilla e Rodolfo, figlio del conte e della contessa di Vermandois, Ugo di Francia e Adelaide di Vermandois. Il matrimonio fu celebrato nel 1142, come ci viene confermato dalla Historiæ Tornacenses.
Ma non tardarono le proteste (Eleonora di Blois era sorella anche del re d'Inghilterra, Stefano di Blois) e, non molto tempo dopo, in un concilio a Lagny-sur-Marne, sotto la presidenza di un legato pontificio, i tre arcivescovi troppo accomodanti vennero scomunicati e la loro decisione annullata, il nuovo matrimonio considerato non valido e le contee di Rodolfo furono poste sotto interdetto.
Siccome Lagny-sur-Marne era nel territorio di Tibaldo IV di Blois (il fratello di Eleonora di Blois, che, per far recedere Rodolfo dalla sua decisione, era entrato in conflitto contro di lui), il re prese la cosa come un'offesa personale e decise di intervenire in favore di Petronilla e Rodolfo invadendo, in quello stesso anno (1142), la contea di Champagne. Il re di Francia, Luigi VII aveva un altro motivo per combattere il conte di Champagne e di Blois, Tebaldo IV, in quanto aveva anche dato rifugio al vescovo di Bourges, Pietro della Châtre, che il re aveva scacciato dalla sua diocesi per divergenze col papa Innocenzo II.
Durante il conflitto, a seguito della conquista della città di Vitry-en-Perthois (durante i combattimenti per la conquista della città di Vitry-en-Perthois, le truppe reali unite a quelle del conte di Vermandois dettero fuoco alla città e nella chiesa, in cui si erano rifugiati, molti abitanti della città, sembra ca. 1300, perirono tra le fiamme), anche sul regno di Francia e sulla coppia reale, ancora senza figli, cadde l'Interdetto della Chiesa.
Nel 1143, si arrivò alla pace, su consiglio di Bernardo di Chiaravalle, gli interdetti sarebbero stati ritirati, se la contea di Champagne fosse stata evacuata; ma, appena che le terre erano state restituite al conte di Champagne, Rodolfo e Petronilla, dato che rifiutavano di separarsi, vennero scomunicati per la seconda volta.
Luigi VII e Rodolfo allora invasero nuovamente la contea di Champagne, mentre il conte Tebaldo dette vita a una lega antimonarchica con i conti di Fiandra e Soissons ed il conflitto divenne sempre più aspro.
Dopo la morte di Innocenzo II, con la nomina di papa Celestino II (26 settembre 1143), Bernardo di Chiaravalle ed il consigliere politico di Luigi VII, l'abate dell'Abbazia di Saint-Denis, Sigerio cominciarono a far pressione sul giovane re affinché mettesse fine al conflitto.
Nel 1144, anche se l'esercito di Rodolfo con le truppe reali avevano occupato la contea di Champagne, Luigi VII decise di accettare i consigli di Sigerio e Bernardo: dopo che la contea di Champagne era stata restituita a Tebaldo, e nello stesso tempo il vescovo Pietro della Châtre aveva riavuto il vescovato di Bourges, Rodolfo e Petronilla erano stati abbandonati al loro destino; continuando a convivere nonostante il loro matrimonio fosse stato annullato, fu loro confermata la scomunica (secondo Patrick van Kerrebrouck, nel suo Les Capétiens, 987-1328, P. van Kerrebrouck, 2000, la scomunica fu annullata, nel 1148, dopo che papa Eugenio III a Reims, aveva convalidato l'annullamento del matrimonio di Rodolfo e Eleonora.
Quando Luigi VII ed Eleonora, nel 1147, partirono per la seconda crociata, il marito di Petronilla, Rodolfo, assistette Sigerio, reggente del regno di Francia sino al rientro del re, nel 1149.
Nel 1151 il rapporto tra i coniugi era ancora buono, come ci conferma il documento n° XXIX del Cartulaire de l'abbaye royale de Notre-Dame de Saintes, in cui Petronilla, assieme a sua sorella, Eleonora con l'approvazione del marito, re di Francia e duca d'Aquitania (Ludovici regis Francorum et ducis Aquitanorum collateralis nostri), conferma i privilegi all'abbazia delle donne di Saintes, e il documento fu controfirmato da Rodolfo (signum comitis Radulfi Viromandorum).
Il matrimonio tra Petronilla e Rodolfo terminò tra il 1151 ed il 1152, contemporaneamente al raffreddarsi del rapporto tra sua sorella, Eleonora ed il re di Francia, con la separazione ed il divorzio da Rodolfo.
Rodolfo morì l'anno dopo, dopo essersi sposato per la terza volta.
Di Petronilla non si conosce la data esatta della morte, che avvenne dopo il 24 ottobre 1153.

## Figli
Petronilla a Rodolfo diede tre figli:
- Elisabetta[22] (1143-1183), contessa di Vermandois e di Valois, che sposò Filippo d'Alsazia, conte delle Flandre
- Rodolfo[22] (1145-1167), conte di Vermandois e di Valois.
- Eleonora[23] (1148-1213), che ebbe quattro mariti e fu l'ultima contessa di Vermandois e di Valois,

## Ascendenza
|                                     |                            |                               | Genitori                  |  |  | Nonni |  |  | Bisnonni                    |  |  | Trisnonni                |  |
|                                     |                            |                               |                           |  |  |       |  |  | Guglielmo VIII di Aquitania |  |  | Guglielmo V di Aquitania |  |
|                                     |                            |                               |                           |  |  |       |  |  | Guglielmo VIII di Aquitania |  |  | Guglielmo V di Aquitania |  |
|                                     |                            | Agnese di Borgogna            |                           |  |  |       |  |  | Guglielmo VIII di Aquitania |  |  |                          |  |
| Guglielmo IX d'Aquitania            |                            |                               |                           |  |  |       |  |  | Guglielmo VIII di Aquitania |  |  |                          |  |
|                                     |                            | Hildegarda di Borgogna        | Roberto I di Borgogna     |  |  |       |  |  |                             |  |  |                          |  |
|                                     |                            | Hildegarda di Borgogna        | Roberto I di Borgogna     |  |  |       |  |  |                             |  |  |                          |  |
|                                     |                            | Hildegarda di Borgogna        | Ermengarde d'Angiò        |  |  |       |  |  |                             |  |  |                          |  |
| Guglielmo X di Aquitania            |                            | Hildegarda di Borgogna        |                           |  |  |       |  |  |                             |  |  |                          |  |
|                                     |                            | Guglielmo IV di Tolosa        | Ponzio II di Tolosa       |  |  |       |  |  |                             |  |  |                          |  |
|                                     |                            | Guglielmo IV di Tolosa        | Ponzio II di Tolosa       |  |  |       |  |  |                             |  |  |                          |  |
|                                     |                            | Guglielmo IV di Tolosa        | Almodis de La Marche      |  |  |       |  |  |                             |  |  |                          |  |
| Filippa di Tolosa                   |                            | Guglielmo IV di Tolosa        |                           |  |  |       |  |  |                             |  |  |                          |  |
|                                     |                            | Emma di Mortain               | Roberto di Mortain        |  |  |       |  |  |                             |  |  |                          |  |
|                                     |                            | Emma di Mortain               | Roberto di Mortain        |  |  |       |  |  |                             |  |  |                          |  |
|                                     |                            | Emma di Mortain               | Matilda de Montgomerie    |  |  |       |  |  |                             |  |  |                          |  |
| Petronilla d'Aquitania              |                            | Emma di Mortain               |                           |  |  |       |  |  |                             |  |  |                          |  |
|                                     | Boson, II di Châtellerault | Hugues, I di Châtellerault    |                           |  |  |       |  |  |                             |  |  |                          |  |
|                                     | Boson, II di Châtellerault | Hugues, I di Châtellerault    |                           |  |  |       |  |  |                             |  |  |                          |  |
|                                     | Boson, II di Châtellerault | Gerberge de La Rochefoucauld  |                           |  |  |       |  |  |                             |  |  |                          |  |
| Aymery, I visconte di Châtellerault | Boson, II di Châtellerault |                               |                           |  |  |       |  |  |                             |  |  |                          |  |
|                                     |                            | Alienor de Thouars            | Aimery IV di Thouars      |  |  |       |  |  |                             |  |  |                          |  |
|                                     |                            | Alienor de Thouars            | Aimery IV di Thouars      |  |  |       |  |  |                             |  |  |                          |  |
|                                     |                            | Alienor de Thouars            | Aremgarde de Mauléon      |  |  |       |  |  |                             |  |  |                          |  |
| Aénor di Châtellerault              |                            | Alienor de Thouars            |                           |  |  |       |  |  |                             |  |  |                          |  |
|                                     |                            | Barthelemy de L'Isle Bouchard | Archimbaud Borel de Bueil |  |  |       |  |  |                             |  |  |                          |  |
|                                     |                            | Barthelemy de L'Isle Bouchard | Archimbaud Borel de Bueil |  |  |       |  |  |                             |  |  |                          |  |
|                                     |                            | Barthelemy de L'Isle Bouchard | Agnes de L'Isle Bouchard  |  |  |       |  |  |                             |  |  |                          |  |
| Dangerose de l'Isle Bouchard        |                            | Barthelemy de L'Isle Bouchard |                           |  |  |       |  |  |                             |  |  |                          |  |
|                                     |                            | Gerberge de Blaison           | Eon de Blaison            |  |  |       |  |  |                             |  |  |                          |  |
|                                     |                            | Gerberge de Blaison           | Eon de Blaison            |  |  |       |  |  |                             |  |  |                          |  |
|                                     |                            | Gerberge de Blaison           | Tcheletis de Trèves       |  |  |       |  |  |                             |  |  |                          |  |
|                                     |                            | Gerberge de Blaison           |                           |  |  |       |  |  |                             |  |  |                          |  |

### Fonti primarie
- (LA)  Chronicon Santi Maxentii Pictavinis, Chroniques des Eglises d´Anjou.
- (LA)  Chronique de Robert de Torigni, abbé de Mont-Saint-Michel.
- (LA)  Historia Rerum in partibus transmarinis gestarum, liber XIV.
- (LA)  Monumenta Germaniae Historica, Scriptores, tomus XXIII.
- (LA)  Monumenta Germaniae Historica, Scriptores, tomus XIV.
- (LA)  Monumenta Germaniae Historica, Scriptores, tomus IX.
- (LA)  Chronique de Guillaume de Nangis.
- (LA)  Rerum Gallicarum et Francicarum Scriptires, tomus XII.
- (LA)  Orderici Vitalis, Histoira Ecclesiastica.
- (LA)  Cartulaire de l'abbaye royale de Notre-Dame de Saintes.

### Letteratura storiografica
- Louis Alphen, La Francia: Luigi VI e Luigi VII (1108-1180), in: Storia del mondo medievale, vol. V, 1999, pp. 705–739